# Lucius Pomponius Flaccus
Lucius Pomponius Flaccus (mất năm 35) là một Nghị sĩ La Mã, được bầu làm Quan chấp chính vào năm 17.
Flaccus xuất thân từ một gia đình thuộc tầng lớp bình dân thuộc dòng họ Pomponia. Nơi khởi nguồn của gia tộc Iguvium. Anh trai của Flaccus là Gaius Pomponius Graecinus, từng làm consul suffectus vào năm 16. Pomponius Flaccus sau đó đã kết hôn với Memmia.
Cũng giống như anh trai của mình, Pomponius Flaccus đã kết bạn với thi sĩ Ovid, người đã gửi cho ông một trong những epistulae ex Ponto của ông ta trong thời gian đang sống lưu vong, vào lúc mà Flaccus đang làm legatus ở Moesia. Ông được bầu làm chấp chính quan vào năm 17 cùng với Gaius Caelius Rufus. Năm 19, ông quay trở lại Moesia với tư cách là thống đốc. Tình bạn của ông với Hoàng đế Tiberius, ông còn mắc nợ sau đó, từ năm 32, ông trở thành Thống đốc của tỉnh Syria, nơi ông bắt đầu có xung đột với vua Hê-rốt Agrippa. Ông mất vào năm 35 tại Syria.